# Mala Berezovîțea, Zbaraj
Mala Berezovîțea (în ucraineană Мала Березовиця) este un sat în comuna Ivanceanî din raionul Zbaraj, regiunea Ternopil, Ucraina.

## Demografie
Componența lingvistică a localității Mala Berezovîțea
     Ucraineană (99,58%)
     Alte limbi (0,42%)
Conform recensământului din 2001, majoritatea populației localității Mala Berezovîțea era vorbitoare de ucraineană (99,58%), existând în minoritate și vorbitori de alte limbi.